# Ovidiu Bic
Ovidiu Alexandru Bic (Abrud, 23 febbraio 1994) è un calciatore rumeno, centrocampista dell'U Cluj.

## Carriera

### Club
Ha giocato nella massima serie rumena e in quella israeliana.

### Nazionale
Nel 2013 ha giocato 3 partite con la nazionale rumena Under-19.

## Palmarès

### Club

#### Competizioni nazionali
- Coppa di Romania: 2

U Craiova: 2017-2018, 2020-2021
- Supercoppa di Romania: 1

U Craiova: 2021